# Сент-Питерс (Миссури)
Сент-Питерс (англ. Saint Peter's, англ. St. Peters) — город в округе Сент-Чарльз в Миссури в Соединённых Штатах Америки; северо-западный пригород Сент-Луиса. По данным Бюро переписи населения США, общая площадь города составляет 22,37 квадратных миль (57,94 км2), вся территория расположена на суше.
Согласно переписи 2020 года население составляло 57 732 человека, что делает его одиннадцатым по величине городом в Миссури.

## История
До прибытия европейцев район, который впоследствии стал Сент-Питерсом, был заселён строителями курганов. Остатки деревни Миссисипской культуры были обнаружены в 1954 году во время строительства. Позднее улица рядом с этим местом была названа горожанами Маунд-Драйв в честь курганов, построенных жителями доколумбовой эпохи.
На протяжении большей части своего существования Сент-Питерс был небольшим фермерским городком. Ещё в 1970 году его население составляло всего 486 человек. В конце XX — начале XXI века население города выросло более чем в сто раз. 

В 2008 году журнал «Money» назвал Сент-Питерс 60-м лучшим местом для жизни, поставив его на первое место в штате Миссури. Он также входил в сотню лучших городов журнала Money в 2010, 2012 и 2017 годах.
В городе также находится крупнейший в округе торговый центр Mid Rivers Mall.
С середины 1960-х годов через город проходит I-70, по которой ныне идёт основной транспортный поток.